# Andrea Ferrigato
Andrea Ferrigato (nacido el 1 de septiembre de 1969 en Schio) es un antiguo ciclista italiano.

## Biografía
Profesional de 1991 a 2005, sus victorias más destacadas son el Campeonato de Zúrich y la Leeds International Classic en 1996, terminando esta temporada en la segunda posición de la Copa del Mundo, por detrás del belga Johan Museeuw.

## Palmarés
| 1991 - Giro de Reggio Calabria 1994 - 1 etapa del Giro de Italia 1995 - Gran Premio Industria y Artigianato-Larciano 1996 - Giro de la Romagna - Leeds International Classic - Campeonato de Zúrich - Trofeo Matteotti 1997 - Gran Premio de Plouay - 1 etapa de la Tirreno-Adriático | 1999 - Trofeo Pantalica - Tour de Berna - 1 etapa de los Cuatro Días de Dunkerque 2001 - Vuelta al Algarve 2002 - 1 etapa de la Estrella de Bessèges 2003 - 1 etapa en el Giro de la Liguria - Gran Premio Nobili Rubinetterie |

## Resultados en grandes vueltas y Campeonato del Mundo
Durante su carrera deportiva ha conseguido los siguientes puestos en las Grandes Vueltas y en el Campeonato del Mundo en carretera:
| Carrera         | 1991 | 1992 | 1993 | 1994 | 1995 | 1996 | 1997 | 1998 | 1999 | 2000 | 2001 | 2002 | 2003 | 2004 | 2005 |
| --------------- | ---- | ---- | ---- | ---- | ---- | ---- | ---- | ---- | ---- | ---- | ---- | ---- | ---- | ---- | ---- |
| Giro de Italia  | -    | -    | -    | -    | -    | -    | -    | -    | -    | 95.º | -    | -    | -    | 84.º | -    |
| Tour de Francia | -    | -    | Ab.  | -    | 54.º | 46.º | -    | Ab.  | -    | -    | -    | -    | -    | Ab.  | -    |
| Vuelta a España | -    | -    | -    | -    | -    | -    | -    | -    | -    | -    | -    | -    | -    | -    | -    |
| Mundial en Ruta | -    | -    | -    | -    | -    | -    | -    | -    | -    | -    | -    | -    | -    | -    | -    |